# 광주지방법원
광주지방법원(光州地方法院)은 광주광역시와 전라남도 전역을 관할하고 있는 사법기관으로서 관내에 본원(광주) 외에 목포, 장흥, 순천, 해남의 4개 지원과 17개 시·군법원 및 등기국과 18개 등기소를 두고 있는 대한민국 대법원 광주고등법원 소속의 지방법원이다. 본원은 광주광역시 동구 동명로 303(지산2동 342-1)에, 등기국은 광주광역시 서구 치평동에 각각 위치하고 있다.

## 연혁
- 1896년 8월 15일 대한제국법부 전라북도재판소(칙령 제 55 호)
- 1908년 8월 1일 대한제국법부 광주지방재판소(법률 제 8, 10 호 및 법부령 제 11 호)
- 1909년 11월 1일 통감부 광주지방재판소(칙령 제 236 호 및 통감부령 제 28 호)
- 1910년 10월 1일 조선총독부 광주지방재판소(제령 제 5 호 및 총독부령 제 9 호)
- 1912년 4월 1일 조선총독부 광주지방법원(제령 제 4 호 및 총독부령 제 26 호)
- 1945년 11월 19일 미군정청 광주지방법원(임명사령 제 36 호)
- 1947년 1월 1일 미군정청 광주지방심리원(군정청사법부명령)
- 1948년 6월 1일 남조선·과도정부 광주지방법원(남조선과도정부법령 제 192 호)
- 1949년 8월 15일 광주지방법원(법률 제 51 호 및 법원조직법)

## 법원장
| 순번 | 이름   | 재임 기간                          |
| ---- | ------ | ---------------------------------- |
| 1대  | 오필선 | 1945년 11월 19일 ~ 1952년 3월 31일 |
| 2대  | 김연수 | 1952년 5월 3일 ~ 1956년 7월 23일   |
| 3대  | 나환윤 | 1956년 7월 24일 ~ 1959년 2월 2일   |
| 4대  | 임철규 | 1959년 2월 3일 ~ 1960년 11월 21일  |
| 5대  | 김헌섭 | 1960년 11월 22일 ~ 1961년 8월 25일 |
| 6대  | 방예원 | 1961년 8월 26일 ~ 1968년 12월 2일  |
| 7대  | 김병규 | 1968년 12월 3일 ~ 1973년 3월 31일  |
| 8대  | 김용근 | 1973년 4월 2일 ~ 1975년 7월 11일   |
| 9대  | 김태현 | 1975년 7월 12일 ~ 1977년 1월 3일   |
| 10대 | 문영극 | 1977년 1월 4일 ~ 1979년 4월 13일   |
| 11대 | 김태현 | 1979년 4월 16일 ~ 1980년 5월 31일  |
| 12대 | 이성렬 | 1980년 6월 1일 ~ 1981년 4월 17일   |
| 13대 | 배만운 | 1981년 4월 21일 ~ 1986년 4월 16일  |
| 14대 | 심의섭 | 1986년 4월 17일 ~ 1988년 9월 30일  |
| 15대 | 김승진 | 1988년 10월 1일 ~ 1991년 1월 31일  |
| 16대 | 이원배 | 1991년 2월 1일 ~ 1992년 8월 11일   |
| 17대 | 박영식 | 1992년 8월 12일 ~ 1993년 9월 16일  |
| 18대 | 정지형 | 1993년 10월 15일 ~ 1994년 2월 22일 |
| 19대 | 안문태 | 1994년 2월 23일 ~ 1994년 7월 20일  |
| 20대 | 윤재식 | 1994년 7월 21일 ~ 1995년 2월 20일  |
| 21대 | 박보무 | 1995년 2월 21일 ~ 1996년 3월 9일   |
| 22대 | 김종배 | 1996년 3월 10일 ~ 1998년 2월 22일  |
| 23대 | 권광중 | 1998년 2월 23일 ~ 1999년 10월 10일 |
| 24대 | 이융웅 | 1999년 10월 11일 ~ 2000년 7월 20일 |
| 25대 | 김도영 | 2000년 7월 21일 ~ 2002년 2월 17일  |
| 26대 | 김인수 | 2002년 2월 18일 ~ 2004년 2월 10일  |
| 27대 | 김황식 | 2004년 2월 11일 ~ 2005년 2월 13일  |
| 28대 | 박행용 | 2005년 2월 14일 ~ 2006년 2월 12일  |
| 29대 | 전수안 | 2006년 2월 13일 ~ 2006년 6월 20일  |
| 30대 | 김관재 | 2006년 6월 21일 ~ 2008년 2월 12일  |
| 31대 | 오세욱 | 2008년 2월 13일 ~ 2009년 9월 9일   |
| 32대 | 정갑주 | 2009년 9월 10일 ~ 2010년 2월 10일  |
| 33대 | 안영률 | 2010년 2월 11일 ~ 2011년 2월 16일  |
| 34대 | 심상철 | 2011년 2월 17일 ~ 2012년 2월 15일  |
| 35대 | 지대운 | 2012년 2월 16일 ~ 2013년 2월 13일  |
| 36대 | 황한식 | 2013년 2월 14일 ~ 2014년 2월 12일  |
| 37대 | 장병우 | 2014년 2월 13일 ~ 2014년 4월 6일   |
| 38대 | 김주현 | 2014년 4월 7일 ~ 2016년 2월 10일   |
| 39대 | 김광태 | 2016년 2월 11일 ~ 2018년 2월 12일  |
| 40대 | 윤성원 | 2018년 2월 13일 ~ 2019년 2월 13일  |
| 41대 | 박병철 | 2019년 2월 14일 ~ 2021년 2월 8일   |
| 42대 | 고영구 | 2021년 2월 9일 ~ 2023년 2월 19일   |
| 43대 | 박병태 | 2023년 2월 20일 ~ 2025년 2월 19일  |
| 44대 | 장용기 | 2025년 2월 20일 ~                  |

## 조직
- 재판부
  - 행정부(1), 파산부(1)
  - 민사합의부(4), 민사항소부(3), 민사항고부(1)
  - 민사신청부(1)
  - 형사합의부(5), 형사항소부(4)
  - 가사항소부(1)
  - 민사단독(30)
  - 형사단독(12)
  - 조정전담부(4)

※()는 재판부수임
- 사무국
  - 총무과
  - 종합민원실
  - 민사합의과
  - 민사단독과
  - 민사신청과
  - 민사집행과
  - 형사과
  - 법원경비관리대
- 등기국
  - 등기운영과
  - 등기조사과

### 산하 위원회
- 공적심사위원회
- 정보공개심의회
- 승진심사위원회
- 법무사징계위원회
- 집행관징계위원회
- 성희롱심의위원회

### 본원 소속 시군법원
- 나주시법원(상주법원) - 나주시 소재
- 화순군법원(상주법원) - 화순군 소재
- 장성군법원(상주법원) - 장성군 소재
- 곡성군법원 - 곡성군 소재
- 영광군법원 - 영광군 소재
- 담양군법원 - 담양군 소재

### 본원 소속 등기소
- 나주등기소
- 담양등기소
- 곡성등기소
- 화순등기소
- 영광등기소
- 장성등기소
- 영암등기소
- 함평등기소
- 무안등기소
- 강진등기소
- 완도등기소
- 진도등기소

### 지원 및 관할구역

#### 목포지원
지원장
| 순번 | 이름   | 재임 기간                           |
| ---- | ------ | ----------------------------------- |
| 1대  | 김용식 | 1946년 5월 18일 ~ 1948년 12월 12일  |
| 2대  | 김성호 | 1948년 12월 13일 ~ 1948년 12월 21일 |
| 3대  | 김종규 | 1948년 12월 22일 ~ 1951년 7월 30일  |
| 4대  | 김연수 | 1951년 7월 31일 ~ 1952년 3월 31일   |
| 5대  | 이수현 | 1952년 4월 1일 ~ 1958년 9월 30일    |
| 6대  | 이재옥 | 1958년 10월 14일 ~ 1960년 1월 19일  |
| 7대  | 노익래 | 1960년 1월 20일 ~ 1961년 7월 6일    |
| 8대  | 김병규 | 1961년 8월 26일 ~ 1963년 2월 27일   |
| 9대  | 이종표 | 1963년 2월 28일 ~ 1968년 6월 24일   |
| 10대 | 최용관 | 1968년 6월 25일 ~ 1971년 9월 12일   |
| 11대 | 박창택 | 1971년 9월 20일 ~ 1973년 3월 30일   |
| 12대 | 허진명 | 1973년 4월 1일 ~ 1979년 1월 4일     |
| 13대 | 김용은 | 1979년 5월 12일 ~ 1980년 7월 31일   |
| 14대 | 이형년 | 1980년 8월 1일 ~ 1981년 4월 20일    |
| 15대 | 이우선 | 1981년 4월 21일 ~ 1983년 8월 31일   |
| 16대 | 김경일 | 1983년 9월 1일 ~ 1986년 4월 30일    |
| 17대 | 하태은 | 1986년 5월 1일 ~ 1988년 7월 31일    |
| 18대 | 전도영 | 1988년 8월 1일 ~ 1990년 8월 31일    |
| 19대 | 최훈창 | 1990년 9월 1일 ~ 1992년 8월 20일    |
| 20대 | 신정식 | 1992년 8월 21일 ~ 1994년 7월 27일   |
| 21대 | 김용일 | 1994년 7월 28일 ~ 1996년 8월 31일   |
| 22대 | 정갑주 | 1996년 9월 1일 ~ 1998년 8월 31일    |
| 23대 | 김용출 | 1998년 9월 1일 ~ 2000년 7월 27일    |
| 24대 | 노영대 | 2000년 7월 28일 ~ 2002년 2월 17일   |
| 25대 | 신귀섭 | 2002년 2월 18일 ~ 2003년 2월 18일   |
| 26대 | 김규장 | 2003년 2월 19일 ~ 2005년 2월 19일   |
| 27대 | 김병하 | 2005년 2월 21일 ~ 2007년 2월 20일   |
| 28대 | 박병칠 | 2007년 2월 21일 ~ 2009년 2월 22일   |
| 29대 | 이재강 | 2009년 2월 23일 ~ 2012년 2월 26일   |
| 30대 | 박강회 | 2012년 2월 27일 ~ 2014년 2월 23일   |
| 31대 | 송희호 | 2014년 2월 24일 ~ 2016년 2월 21일   |
| 32대 | 장용기 | 2016년 2월 22일 ~ 2018년 2월 25일   |
| 33대 | 홍이표 | 2018년 2월 26일 ~ 현재              |

- 무안군법원(상주법원)
- 영암군법원(직할법원)
- 함평군법원
- 관할구역: 목포시, 무안군, 신안군, 함평군, 영암군

#### 장흥지원
지원장
| 순번 | 이름   | 재임 기간                 |
| ---- | ------ | ------------------------- |
| 1대  | 박천일 | 1946년 11월 ~ 1948년 11월 |
| 2대  | 이희철 | 1948년 12월 ~ 1949년 11월 |
| 3대  | 김봉일 | 1949년 11월 ~ 1951년 4월  |
| 4대  | 김영호 | 1951년 4월 ~ 1956년 7월   |
| 5대  | 김병규 | 1956년 7월 ~ 1959년 1월   |
| 6대  | 권오규 | 1959년 1월 ~ 1959년 2월   |
| 7대  | 나순채 | 1959년 2월 ~ 1961년 8월   |
| 8대  | 서정곤 | 1961년 8월 ~ 1963년 2월   |
| 9대  | 양회철 | 1963년 2월 ~ 1968년 9월   |
| 10대 | 김성기 | 1968년 9월 ~ 1970년 3월   |
| 11대 | 이두일 | 1970년 4월 ~ 1973년 3월   |
| 12대 | 윤관   | 1973년 4월 ~ 1974년 1월   |
| 13대 | 이형년 | 1974년 2월 ~ 1975년 9월   |
| 14대 | 최규봉 | 1975년 10월 ~ 1977년 11월 |
| 15대 | 정태규 | 1977년 11월 ~ 1979년 5월  |
| 16대 | 이병호 | 1979년 5월 ~ 1980년 7월   |
| 17대 | 정동윤 | 1980년 8월 ~ 1981년 4월   |
| 18대 | 김성만 | 1981년 4월 ~ 1982년 8월   |
| 19대 | 노경래 | 1982년 9월 ~ 1983년 2월   |
| 20대 | 정명택 | 1983년 2월 ~ 1983년 3월   |
| 21대 | 정덕장 | 1983년 3월 ~ 1985년 8월   |
| 22대 | 최창   | 1985년 9월 ~ 1987년 8월   |
| 23대 | 황대연 | 1987년 9월 ~ 1989년 2월   |
| 24대 | 이용희 | 1989년 3월 ~ 1990년 8월   |
| 25대 | 박국수 | 1990년 8월 ~ 1992년 2월   |
| 26대 | 곽준흠 | 1992년 2월 ~ 1993년 3월   |
| 27대 | 오세욱 | 1993년 3월 ~ 1995년 2월   |
| 28대 | 송정훈 | 1995년 3월 ~ 1996년 2월   |
| 29대 | 박용규 | 1996년 3월 ~ 1997년 2월   |
| 30대 | 조관행 | 1997년 2월 ~ 1999년 2월   |
| 31대 | 박윤창 | 1999년 3월 ~ 2000년 7월   |
| 32대 | 이근우 | 2000년 7월 ~ 2002년 2월   |
| 33대 | 김진상 | 2002년 2월 ~ 2004년 2월   |
| 34대 | 김재영 | 2004년 2월 ~ 2006년 2월   |
| 35대 | 정준영 | 2006년 2월 ~ 2007년 2월   |
| 36대 | 김학준 | 2007년 2월 ~ 2008년 2월   |
| 37대 | 구회근 | 2008년 2월 ~ 2009년 2월   |
| 38대 | 최인규 | 2009년 2월 ~ 2011년 2월   |
| 39대 | 송혜영 | 2011년 2월 ~ 2013년 2월   |
| 40대 | 문방진 | 2013년 2월 ~ 2014년 2월   |
| 41대 | 장정희 | 2014년 2월 ~ 2015년 2월   |
| 42대 | 김순열 | 2015년 2월 ~ 2017년 2월   |
| 43대 | 정병실 | 2017년 2월 ~ 현재         |

- 강진군법원
- 관할구역: 장흥군, 강진군

#### 해남지원
- 완도군법원(상주법원)
- 진도군법원
- 관할구역: 해남군, 완도군, 진도군

역대 지원장
| 순번 | 이름   | 재임 기간                         |
| ---- | ------ | --------------------------------- |
| 1대  | 김구일 | 1982년 9월 ~ 1983년 8월           |
| 2대  | 한정덕 | 1983년 9월 ~ 1985년 7월           |
| 3대  | 강희부 | 1985년 8월 ~ 1986년 3월           |
| 4대  | 김상욱 | 1986년 4월 ~ 1989년 2월           |
| 5대  | 강병호 | 1989년 3월 ~ 1991년               |
| 6대  | 김건흥 | 1991년 ~ 1994년 3월               |
| 7대  | 윤진영 | 1994년 3월 ~ 1996년 8월           |
| 8대  | 이희영 | 1996년 9월 ~ 1998년 3월           |
| 9대  | 장광환 | 1998년 3월 ~ 1998년 9월           |
| 10대 | 송영천 | 1998년 9월 ~ 2000년 2월           |
| 11대 | 김경선 | 2000년 3월 ~ 2001년 2월           |
| 12대 | 구길선 | 2001년 2월 ~ 2003년 2월 18일      |
| 13대 | 박병철 | 2003년 2월 19일 ~ 2005년 2월 20일 |
| 14대 | 오연정 | 2005년 2월 21일 ~ 2007년 2월 20일 |
| 15대 | 박강회 | 2007년 2월 21일 ~ 2009년 2월 20일 |
| 16대 | 최수환 | 2009년 2월 23일 ~ 2011년 2월 27일 |
| 17대 | 장용기 | 2011년 2월 28일 ~ 2013년 2월 24일 |
| 18대 | 곽민섭 | 2013년 2월 25일 ~ 2015년 2월 22일 |
| 19대 | 최창훈 | 2015년 2월 23일 ~ 2017년 2월 19일 |
| 20대 | 이종환 | 2017년 2월 20일 ~ 현재            |

#### 순천지원
역대 지원장
| 순번 | 이름   | 재임 기간                           |
| ---- | ------ | ----------------------------------- |
| 1대  | 김선향 | 1945년 12월 28일 ~ 1949년 11월 14일 |
| 2대  | 강중완 | 1950년 12월 22일 ~ 1956년 7월 23일  |
| 3대  | 노병건 | 1956년 7월 24일 ~ 1958년 12월 22일  |
| 4대  | 김병규 | 1959년 1월 10일 ~ 1960년 1월 19일   |
| 5대  | 양회철 | 1960년 1월 20일 ~ 1963년 2월 27일   |
| 6대  | 최용관 | 1963년 2월 28일 ~ 1968년 6월 24일   |
| 7대  | 박영서 | 1968년 2월 25일 ~ 1969년 4월 6일    |
| 8대  | 허진명 | 1969년 4월 7일 ~ 1973년 3월 31일    |
| 9대  | 양회철 | 1973년 4월 1일 ~ 1974년 1월 31일    |
| 10대 | 윤관   | 1974년 2월 1일 ~ 1975년 9월 30일    |
| 11대 | 이형년 | 1975년 10월 1일 ~ 1977년 11월 6일   |
| 12대 | 김용은 | 1977년 11월 7일 ~ 1979년 5월 20일   |
| 13대 | 이석범 | 1979년 5월 21일 ~ 1960년 5월 31일   |
| 14대 | 안종혁 | 1960년 6월 1일 ~ 1981년 8월 31일    |
| 15대 | 양영태 | 1981년 9월 1일 ~ 1984년 8월 31일    |
| 16대 | 김응열 | 1984년 9월 1일 ~ 1987년 3월 14일    |
| 17대 | 김훈   | 1987년 3월 15일 ~ 1988년 7월 31일   |
| 18대 | 맹천호 | 1988년 8월 1일 ~ 1990년 8월 31일    |
| 19대 | 이용회 | 1990년 9월 1일 ~ 1992년 8월 20일    |
| 20대 | 박행용 | 1992년 8월 21일 ~ 1994년 7월 27일   |
| 21대 | 김관재 | 1994년 7월 28일 ~ 1996년 8월 30일   |
| 22대 | 오세욱 | 1996년 9월 1일 ~ 1998년 8월 30일    |
| 23대 | 장광환 | 1998년 9월 1일 ~ 2000년 7월 27일    |
| 24대 | 김용일 | 2000년 7월 28일 ~ 2002년 2월 17일   |
| 25대 | 장병우 | 2002년 2월 18일 ~ 2005년 2월 20일   |
| 26대 | 구길선 | 2005년 2월 21일 ~ 2007년 2월 20일   |
| 27대 | 선재성 | 2007년 2월 21일 ~ 2009년 2월 20일   |
| 28대 | 정경현 | 2009년 2월 21일 ~ 2011년 2월 25일   |
| 29대 | 최수환 | 2011년 2월 28일 ~ 2013년 2월 22일   |
| 30대 | 박길성 | 2013년 2월 25일 ~ 2015년 2월 17일   |
| 31대 | 구희근 | 2014년 2월 24일 ~ 2016년 2월 5일    |
| 32대 | 장준현 | 2016년 2월 22일 ~ 2018년 2월 25일   |
| 33대 | 김상곤 | 2018년 2월 26일 ~ 현재              |

- 광양시법원(상주법원)
  - 광양등기소
  - 구례등기소
- 여수시법원(상주법원)
  - 여천등기소
  - 여수등기소
- 고흥군법원(상주법원)
  - 고흥등기소
- 보성군법원
  - 보성등기소
- 관할구역: 순천시, 여수시, 광양시, 구례군, 고흥군, 보성군

## 업무 시간
- 월요일~금요일: 09:00~18:00 (단, 12:00~13:00는 점심시간)

## 같이 보기
- 대법원
- 특허법원
- 광주고등법원
- 광주가정법원
- 군사법원
- 고등군사법원
- 보통군사법원
- 헌법재판소
- 행정심판위원회
- 중앙해양안전심판원
- 조세심판원